# Рамзі Сафурі
Рамзі Сафурі (івр. רמזי ספורי, нар. 21 жовтня 1995, Яффа) — ізраїльський футболіст, півзахисник турецького клубу «Антальяспор».
Виступав, зокрема, за клуб «Хапоель» (Тель-Авів), а також національну збірну Ізраїлю.
Володар Кубка Ізраїлю.

## Клубна кар'єра
Народився 21 жовтня 1995 року в місті Яффа. Вихованець футбольної школи клубу «Хапоель» (Тель-Авів). Дорослу футбольну кар'єру розпочав 2013 року в основній команді того ж клубу, в якій провів три сезони, взявши участь у 65 матчах чемпіонату. Більшість часу, проведеного у складі тель-авівського «Хапоеля», був основним гравцем команди.
Згодом з 2016 по 2023 рік грав у складі команд «Бней-Сахнін», «Хапоель» (Ашкелон), «Маккабі» (Нетанья), «Хапоель» (Тель-Авів), «Хапоель» (Беер-Шева), «Ашдод» та «Хапоель» (Беер-Шева).
До складу клубу «Антальяспор» приєднався 2023 року. Станом на 24 вересня 2023 року відіграв за команду з Анталії 2 матчі в національному чемпіонаті.

## Виступи за збірні
У 2013 році дебютував у складі юнацької збірної Ізраїлю (U-19), загалом на юнацькому рівні взяв участь у 17 іграх, відзначившись 3 забитими голами.
Протягом 2013–2017 років залучався до складу молодіжної збірної Ізраїлю. На молодіжному рівні зіграв у 6 офіційних матчах.
У 2022 році дебютував в офіційних матчах у складі національної збірної Ізраїлю.

## Титули і досягнення
- Володар Кубка Ізраїлю (1):

«Хапоель» (Беер-Шева): 2019-2020